# Alex de Minaur
Alex de Minaur (ur. 17 lutego 1999 w Sydney) – australijski tenisista, reprezentant kraju w Pucharze Davisa, olimpijczyk z Paryża (2024).

## Kariera tenisowa
Od roku 2015 jest tenisistą zawodowym.
W 2017 roku zadebiutował w imprezie Wielkiego Szlema podczas turnieju Australian Open. Odpadł wówczas w drugiej rundzie po porażce z Samem Querreyem.
Łącznie w cyklu ATP Tour wygrał dziewięć tytułów z osiemnastu rozegranych finałów.
W grze podwójnej Australijczyk wygrał jedyny finał zawodów rangi ATP Tour, do którego awansował.
Najwyżej sklasyfikowany był na 6. miejscu w singlu (15 lipca 2024) oraz na 58. w deblu (12 października 2020).

### Historia występów wielkoszlemowych
Legenda
     W, wygrany turniej
     F, przegrana w finale
     SF, przegrana w półfinale
     QF, przegrana w ćwierćfinale
     xR, przegrana w x rundzie
     Qx, przegrana w x rundzie kwalifikacji
     A, brak startu
     NH, turniej nie odbył się

#### Występy w grze pojedynczej
| Turniej         | 2015 | 2016 | 2017 | 2018 | 2019 | 2020 | 2021 | 2022 | 2023 | 2024 | 2025 | Tytuły | Z–P     |
| --------------- | ---- | ---- | ---- | ---- | ---- | ---- | ---- | ---- | ---- | ---- | ---- | ------ | ------- |
| Australian Open | A    | Q1   | 2R   | 1R   | 3R   | A    | 3R   | 4R   | 4R   | 4R   | QF   | 0 / 8  | 18 – 8  |
| French Open     | A    | A    | 1R   | 1R   | 2R   | 1R   | 2R   | 1R   | 2R   | QF   |      | 0 / 8  | 7 – 8   |
| Wimbledon       | A    | A    | Q2   | 3R   | 2R   | NH   | 1R   | 4R   | 2R   | QF   |      | 0 / 6  | 10 – 5  |
| US Open         | A    | A    | 1R   | 3R   | 4R   | QF   | 1R   | 3R   | 4R   | QF   |      | 0 / 8  | 18 – 8  |
|                 |      |      |      |      |      |      |      |      |      |      |      |        |         |
| Bilans spotkań  | 0–0  | 0–0  | 1–3  | 4–4  | 7–4  | 4–2  | 3–4  | 8–4  | 8–4  | 14–3 | 4–1  | 0 / 30 | 53 – 29 |

#### Występy w grze podwójnej
| Turniej         | 2015 | 2016 | 2017 | 2018 | 2019 | 2020 | 2021 | 2022 | 2023 | 2024 | Tytuły | Z–P    |
| --------------- | ---- | ---- | ---- | ---- | ---- | ---- | ---- | ---- | ---- | ---- | ------ | ------ |
| Australian Open | A    | A    | 1R   | A    | A    | A    | 1R   | A    | A    | A    | 0 / 2  | 0 – 2  |
| French Open     | A    | A    | A    | A    | 1R   | 2R   | 2R   | A    | A    | A    | 0 / 3  | 2 – 3  |
| Wimbledon       | A    | A    | A    | 1R   | 2R   | NH   | 2R   | A    | A    | A    | 0 / 3  | 2 – 3  |
| US Open         | A    | A    | A    | A    | 2R   | A    | 1R   | A    | A    | A    | 0 / 2  | 1 – 2  |
|                 |      |      |      |      |      |      |      |      |      |      |        |        |
| Bilans spotkań  | 0–0  | 0–0  | 0–1  | 0–1  | 2–3  | 1–1  | 2–4  | 0–0  | 0–0  | 0–0  | 0 / 10 | 5 – 10 |

### Finały w turniejach ATP Tour
| Legenda                                      |
| -------------------------------------------- |
| Wielki Szlem                                 |
| Igrzyska olimpijskie                         |
| Tennis Masters Cup / ATP Finals              |
| ATP Masters Series / ATP Tour Masters 1000   |
| ATP International Series Gold / ATP Tour 500 |
| ATP International Series / ATP Tour 250      |

#### Gra pojedyncza (9–9)
| Końcowy wynik | Nr | Data                 | Turniej          | Nawierzchnia  | Przeciwnik         | Wynik finału     |
| ------------- | -- | -------------------- | ---------------- | ------------- | ------------------ | ---------------- |
| Finalista     | 1. | 13 stycznia 2018     | Sydney           | Twarda        | Daniił Miedwiediew | 6:1, 4:6, 5:7    |
| Finalista     | 2. | 5 sierpnia 2018      | Waszyngton       | Twarda        | Alexander Zverev   | 2:6, 4:6         |
| Zwycięzca     | 1. | 12 stycznia 2019     | Sydney           | Twarda        | Andreas Seppi      | 7:5, 7:6(5)      |
| Zwycięzca     | 2. | 28 lipca 2019        | Atlanta          | Twarda        | Taylor Fritz       | 6:3, 7:6(2)      |
| Zwycięzca     | 3. | 29 września 2019     | Zhuhai           | Twarda        | Adrian Mannarino   | 7:6(4), 6:4      |
| Finalista     | 3. | 27 października 2019 | Bazylea          | Twarda (hala) | Roger Federer      | 2:6, 2:6         |
| Finalista     | 4. | 25 października 2020 | Antwerpia        | Twarda (hala) | Ugo Humbert        | 1:6, 6:7(4)      |
| Zwycięzca     | 4. | 13 stycznia 2021     | Antalya          | Twarda        | Aleksandr Bublik   | 2:0 krecz        |
| Zwycięzca     | 5. | 26 czerwca 2021      | Eastbourne       | Trawiasta     | Lorenzo Sonego     | 4:6, 6:4, 7:6(5) |
| Zwycięzca     | 6. | 31 lipca 2022        | Atlanta          | Twarda        | Jenson Brooksby    | 6:3, 6:3         |
| Zwycięzca     | 7. | 4 marca 2023         | Acapulco         | Twarda        | Tommy Paul         | 3:6, 6:4, 6:1    |
| Finalista     | 5. | 25 czerwca 2023      | Londyn           | Trawiasta     | Carlos Alcaraz     | 4:6, 4:6         |
| Finalista     | 6. | 5 sierpnia 2024      | Los Cabos        | Twarda        | Stefanos Tsitsipas | 3:6, 4:6         |
| Finalista     | 7. | 13 sierpnia 2023     | Toronto          | Twarda        | Jannik Sinner      | 4:6, 1:6         |
| Finalista     | 8. | 18 lutego 2024       | Rotterdam        | Twarda (hala) | Jannik Sinner      | 5:7, 4:6         |
| Zwycięzca     | 8. | 2 marca 2024         | Acapulco         | Twarda        | Casper Ruud        | 6:4, 6:4         |
| Zwycięzca     | 9. | 16 czerwca 2024      | ’s-Hertogenbosch | Trawiasta     | Sebastian Korda    | 6:2, 6:4         |
| Finalista     | 9. | 9 lutego 2025        | Rotterdam        | Twarda (hala) | Carlos Alcaraz     | 4:6, 6:3, 2:6    |

#### Gra podwójna (1–0)
| Końcowy wynik | Nr | Data             | Turniej   | Nawierzchnia | Partner             | Przeciwnicy               | Wynik finału |
| ------------- | -- | ---------------- | --------- | ------------ | ------------------- | ------------------------- | ------------ |
| Zwycięzca     | 1. | 29 sierpnia 2020 | Nowy Jork | Twarda       | Pablo Carreño-Busta | Jamie Murray Neal Skupski | 6:2, 7:5     |

### Finały juniorskich turniejów wielkoszlemowych

#### Gra pojedyncza (0–1)
| Końcowy wynik | Rok  | Turniej   | Nawierzchnia | Przeciwnik       | Wynik finału  |
| Finalista     | 2016 | Wimbledon | Trawiasta    | Denis Shapovalov | 6:4, 1:6, 3:6 |

#### Gra podwójna (1–0)
| Końcowy wynik | Rok  | Turniej         | Nawierzchnia | Partner     | Przeciwnicy             | Wynik finału    |
| Zwycięzca     | 2016 | Australian Open | Twarda       | Blake Ellis | Lukáš Klein Patrik Rikl | 3:6, 7:5, 12–10 |

## Życie prywatne
Od 2020 roku jest w związku z brytyjską tenisistką Katie Boulter.